# Jake Mulraney
Jake David Mulraney (Dublino, 5 aprile 1996) è un calciatore irlandese, centrocampista del St Patrick's.

## Caratteristiche tecniche
Ala molto veloce, dotata di una notevole accelerazione e abile nei cross, per le sue caratteristiche è stato paragonato ad Aaron Lennon; duttile tatticamente, può essere schierato su entrambe le fasce.

## Carriera

### Club
Cresciuto nei settori giovanili di Crumlin United e Nottingham Forest, dopo essere rimasto svincolato l’11 dicembre 2014 viene tesserato dal QPR, che nel corso delle due stagioni successive lo cede per brevi periodi in prestito a Dag & Red e Stevenage.
Il 18 giugno 2016 firma un biennale con l’Inverness; impiegato con frequenza, il 15 maggio 2018 passa agli Hearts, in uno scambio che vede coinvolto anche Angus Beith, legandosi fino al 2020 alla squadra di Edimburgo.
Il 23 gennaio 2020 passa agli statunitensi dell'Atlanta United.

### Nazionale
Ha giocato nelle nazionali giovanili irlandesi Under-17, Under-19 ed Under-21.

## Statistiche

### Presenze e reti nei club
Statistiche aggiornate al 10 ottobre 2018.
| Stagione         | Squadra          | Campionato       | Campionato | Campionato | Coppe nazionali | Coppe nazionali | Coppe nazionali | Coppe continentali | Coppe continentali | Coppe continentali | Altre coppe | Altre coppe | Altre coppe | Totale | Totale | Totale |
| Stagione         | Squadra          | Comp             | Pres       | Reti       | Comp            | Pres            | Reti            | Comp               | Pres               | Reti               | Comp        | Pres        | Reti        | Pres   | Reti   |        |
| ---------------- | ---------------- | ---------------- | ---------- | ---------- | --------------- | --------------- | --------------- | ------------------ | ------------------ | ------------------ | ----------- | ----------- | ----------- | ------ | ------ | ------ |
| ott.-dic. 2015   | Dag & Red        | FL2              | 6          | 0          | FACup+CdL       | 1+0             | 0               | -                  | -                  | -                  | FLT         | 2           | 0           | 9      | 0      |        |
| mar.-mag. 2016   | Stevenage        | FL2              | 6          | 1          | FACup+CdL       | -               | -               | -                  | -                  | -                  | FLT         | -           | -           | 6      | 1      |        |
| 2016-2017        | Inverness        | PL               | 26         | 0          | CS+CdL          | 1+5             | 0               | -                  | -                  | -                  | -           | -           | -           | 31     | 0      |        |
| 2017-2018        | Inverness        | SC               | 26         | 2          | CS+CdL          | 1+3             | 0               | -                  | -                  | -                  | SCC         | 2           | 1           | 32     | 3      |        |
| Totale Inverness | Totale Inverness | Totale Inverness | 52         | 2          |                 | 10              | 0               |                    | -                  | -                  |             | 2           | 1           | 64     | 3      |        |
| 2016-2017        | Hearts           | PL               | 4          | 0          | CS+CdL          | 0+4             | 0               | -                  | -                  | -                  | -           | -           | -           | 8      | 0      |        |
| Totale carriera  | Totale carriera  | Totale carriera  | 68         | 3          |                 | 15              | 0               |                    | -                  | -                  |             | 4           | 1           | 87     | 4      |        |

## Palmarès

### Competizioni nazionali
- Lamar Hunt U.S. Open Cup: 1

Orlando City: 2022